# Zaporojeț (Hrîhorivka), Zaporijjea
Zaporojeț (în ucraineană Запорожець) este un sat în comuna Hrîhorivka din raionul Zaporijjea, regiunea Zaporijjea, Ucraina.

## Demografie
Componența lingvistică a localității Zaporojeț
     Ucraineană (91,76%)
     Rusă (7,69%)
     Alte limbi (0,55%)
Conform recensământului din 2001, majoritatea populației localității Zaporojeț era vorbitoare de ucraineană (91,76%), existând în minoritate și vorbitori de rusă (7,69%).